# Pandanus marojejicus
Pandanus marojejicus là một loài thực vật có hoa trong họ Dứa dại. Loài này được Callm. & Laivao mô tả khoa học đầu tiên năm 2003.